# Сузана Анели
Сузана Анели (на италиански: Susanna Agnelli), по мъж Ратаци (Rattazzi), е италианска предприемачка, писателка и политик.
Заема различни политически позиции: първо е кметица на град Монте Арджентарио от 1974 до 1984 г., впоследствие е заместник-държавен секретар на Министерството на външните работи на Италия от 9 август 1983 г. до 11 април 1991 г. в различни правителства на Петпартийността и накрая е министърка на външните работи в правителството на Дини от 17 януари 1995 г. до 18 май 1996 г. Тя е първата жена, която заема длъжността „външен министър“ в Италия. Тя е и президент на Фондация „Телетон“ от основаването ѝ през 1990 г. до смъртта си.

## Биография
Член и водеща фигура на сем. Анели от Торино, собственици на основната италианска автомобилна компания Фиат, графиня Сузана, или Суни, както я наричат в семейството, е дъщеря на Едоардо Анели (1892 – 1935), предприемач и спортен мениджър, и на съпругата му Вирджиния Бурбон дел Монте, аристократка. Има трима братя и три сестри: Клара (1920 – 2016), съпруга на немския принц и журналист Тасило цу Фюрстенберг и на италианския писател и актьор Джовани Нуволети, Джани (1921 – 2003), президент на Фиат и съпруг на Марела Карачоло ди Кастането, Мария Соле (1925), съпруга на спортния мениджър Раниери ди Кампело дела Спина и на граф Пио Теодорани Фабри, Кристиана (1927), съпруга на политика и военен Брандолино Брандолини д'Ада, Джорджо (1929 – 1965), неженен и бездетен, психично болен, и Умберто (1934 – 2004), президент на Фиат, съпруг на Антонела Беки Пиаджо ди Лузерна и на Алегра Карачоло.
По време на Втората световна война се присъединява към Червения кръст, за да донесе своята помощ на корабите, превозващи ранени войници. След като се среща с принц Раймондо Ланца ди Трабия, в края на войната Сузана се омъжва за граф Урбано Ратаци (1918 – 2012), от когото има шест деца: Илария, Самаритана, Кристиано, Делфина, Лупо и Пришила, и с когото се развежда през 1975 г. С брака си поставя началото на линията Ратаци.
Вече завършила литература в Торинския университет, през 1984 г. тя получава почетна степен по право от университета „Маунт Холиок“ в Масачузетс, САЩ.

### Политическа дейност
През 1974 г. става кметица на град Монте Арджентарио – длъжност, която заема до 1984 г. През 1976 г. е избрана за член на Камарата на депутатите, през 1979 г. за член на Европейския парламент (подава оставка през 1981 г.), а през 1983 г. е сенаторка в листите на Италианската републиканска партия. Тя е първата жена, която заема длъжността „заместник- държавен секретар по външните работи“ от 1983 до 1991 г. при различни председателства на Съвета (Кракси I, Кракси II, Гория, Де Мита и Андреоти VI). Между 1995 г. и 1996 г. изпълнява ролята на министърка на външните работи, като също така приема делегацията за италианците по света с министър-председателския указ от 24 февруари 1995 г.. Следователно тя е първата жена в историята на Италия, която влиза във Външно министерство. В тази си роля започва битката, в рамките на Обединените нации, срещу дипломацията на САЩ за предотвратяване на реформата на Съвета за сигурност, която би довела до фактическото изключване на Италия от събранието на великите световни сили. След това нейният приемник Ламберто Дини завършва победоносно тази битка.
Избрана на европейските избори през 1979 г. в листата на Италианската републиканска партия, тя е член на Комисията за външни икономически връзки. Присъединява се към парламентарната група на либералдемократите. Остава на поста до октомври 1981 г. През 80-те години е единственият италиански член на Световната комисия по околна среда и развитие, чийто доклад е известен, след нейния президент, като Доклада „Брундтланд“.

### Писателска дейност
Писателка и мемоаристка, Сузана е запомнена преди всичко с автобиографията си, озаглавена Vestivamo alla marinara (където може да се намери известната фраза на икономката мис Паркър: „Не забравяйте, че сте Анели“), която е бестселър в Италия и в чужбина (печели Награда „Банкарела“ за 1975 г.). Други заглавия включват: Questo libro è tuo (1993), Ricordati Gualeguaychu (1982) и Addio, addio mio ultimo amore (1985). В продължение на много години редактира пощенска колонка, озаглавена Частни отговори в седмичното списание „Оджи“.

### Президентство на Телетон
Сузана Анели е президентка на комитета Телетон НПО от 1990 г., когато известният благотворителен маратон пристига в Италия, до смъртта си. Тя е наследена от Лука Кордеро ди Монтедземоло, назначен от нея приживе.
По случай Маратона Телетон 2009 културната асоциация „Метабо“ в сътрудничество с UILDM от Леко (Италиански съюз за борба с мускулната дистрофия), организира на 11 декември в Зала „Каза дел'Економия“ на Търговската камара на Леко шоу в памет на Сузана Анели, озаглавено „Бели цветя за теб Те...летон, поетично-музикално пътуване между хуманитарната солидарност и научните изследвания“ (Fiori bianchi per Te...lethon, viaggio poetico-musicale fra solidarietà umanitaria e ricerca scientifica) с текст на Джузепе Леоне и Роберто Дзамбонини.

### Фондация „Ил Фаро“
Сузана Анели основава Фондация „Фар“ (Fondazione Il Faro) през 1997 г., която ръководи до смъртта си, с цел да посреща, обучава и въвежда млади хора в затруднено положение в света на труда. Тя има седалище в Рим и всяка година провежда професионални курсове за обучение на над 200 млади хора, главно имигранти.

### Смърт
Умира в поликлиниката „Агостино Джемели“ в Рим на 15 май 2009 г. на 87 г., хоспитализирана повече от месец поради сериозна травма на бедрената кост, причинена от случайно падане у дома. Погребението ѝ се провежда в тесен кръг в църквата на манастира на Въведение в храма, наричана Манастир на пасионистите в Монте Арджентарио. Според изричното ѝ желание тялото ѝ е кремирано, а пепелта разпръсната във водите на Нос Арджентарио близо до Гросето в бурен ден.

## Парламентарни позиции

### Камара на депутатите

#### VII законодателен орган
- Секретар на XIV комисия по хигиена и обществено здраве от 27 юли 1976 г. до 19 юни 1979 г.
- Секретар на парламентарната комисия за разследване на изтичането на токсични вещества, станало на 19 юли 1976 г. в завода ICMESA, и на потенциалните рискове за здравето и околната среда, произтичащи от промишлени дейности от 28 юли до 20 септември 1977 г.
- Член на XIV комисия по хигиена и обществено здраве от 5 юли 1976 г. до 19 юни 1979 г., от 11 юли 1979 г. до 29 април 1980 г. и от 5 октомври до 28 декември 1982 г.
- Член на парламентарната комисия за разследване на изтичането на токсични вещества, станало на 19 юли 1976 г. в завода на ICMESA, и на потенциалните рискове за здравето и околната среда, произтичащи от промишлени дейности от 27 юли 1977 г. до 19 юни 1979 г.
- Член на италианското представителство в Парламентарната асамблея на Съвета на Европа от 6 октомври 1976 г. до 19 юни 1979 г.

#### VIII Законодателен орган
- Член на 2-ра вътрешна комисия от 16 юли 1981 г. до 28 декември 1982 г.
- Член на Третата комисия по външни работи от 29 април 1980 г. до 16 юли 1981 г.
- Член на VIII комисия по образование и изящни изкуства от 28 декември 1982 г. до 11 юли 1983 г.
- Член на парламентарната комисия за общо ръководство и надзор на радио- и телевизионните служби от 11 август 1979 г. до 21 септември 1981 г.
- Член на Библиотечната надзорна комисия от 20 юни 1979 г. до 11 юли 1983 г.
- Член на Надзорната комисия по документационни услуги от 20 юни 1979 г. до 11 юли 1983 г.
- Член на Постоянния подкомитет по достъпа от 19 септември 1979 г. до 22 септември 1981 г.

### Сенат на републиката

#### IX законодателен орган
- Член на IV-та комисия по отбраната от 25 септември 1986 г. до 1 юли 1987 г. (на мястото на Джовани Ферара Салуте до 17 април 1987 г.)
- Член на XII-та комисия по хигиена и здравеопазване от 9 август 1983 г. до 25 септември 1986 г. (на мястото на Ариде Роси до 25 септември 1986 г.)

10-ти законодателен орган
- Член на 3-та комисия по външни работи, емиграция от 15 май 1991 г. до 22 април 1992 г.
- Член на 10-та комисия по промишленост, търговия и туризъм от 1 август 1987 г. до 15 май 1991 г. (на мястото на Джузепе Дипаола)

### Европейски парламент
- Член на Комитета по външноикономически връзки от 19 юли 1979 г. до 1 октомври 1981 г.

## Творчество
- Vestivamo alla marinara, Milano, A. Mondadori, 1975
- Gente alla deriva, con Giuliano Zincone, Milano, Rizzoli, 1980
- Ricordati Gualeguaychú, Milano, A. Mondadori, 1982
- Addio, addio mio ultimo amore, Milano, A. Mondadori, 1985
- Questo libro è tuo, Milano, A. Mondadori, 1993